# Афлойя
Афлойя (лат. Aphloia) — олиготипный род восточноафриканских кустарников монотипного семейства Афлойевые. 
Произрастает в Восточной Африке, на Мадагаскаре, Маскаренских и Сейшельских островах.

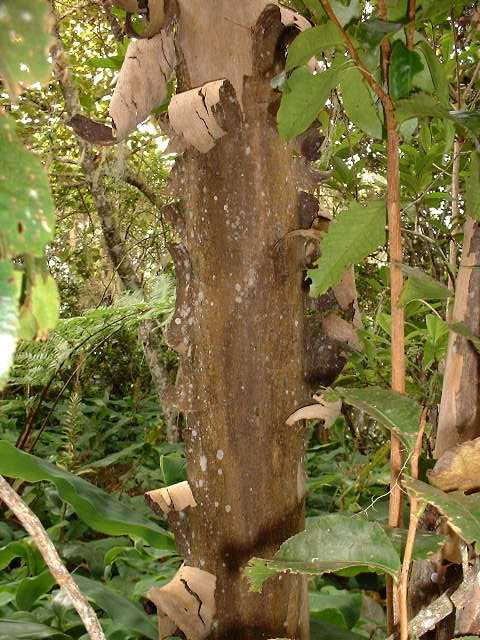
Aphloia theiformis, ствол

Род был описан Джоном Беннетом в 1840 году и включён в семейство Флакуртиевые. Последующие системы поступали так же.
В 1985 году Тахтаджян выделил род в собственное семейство Aphloiaceae и включил его в порядок Violales надпорядка Violanae подкласса Dilleniidae.
В системе APG II это семейство включается в группу Розиды без указания порядка
Matthews и Endress (2005 год) и Stevens (2006 год) после генетических исследований перевели это семейство в расширенный порядок Кроссосомоцветные.

## Виды
По информации базы данных The Plant List, род включает 2 вида:
- Aphloia minima Baker
- Aphloia theiformis (Vahl) Benn.